# Hôtel de Beauharnais (Fontainebleau)
L'hôtel de Beauharnais ou hôtel Regnault est un ancien hôtel particulier à Fontainebleau, en France. Le bâtiment est partiellement inscrit monuments historiques, depuis le 28 avril 1969. Cette inscription s'applique aux façades et toitures qui donnent sur la rue et sur la cour.

## Situation et accès
L'édifice est situé au 81 rue de France, près du centre-ville de Fontainebleau, elle-même au sud-ouest du département de Seine-et-Marne.